# كورنيليوس بوتا
كورنيليوس بوتا (بالإنجليزية: Cornelius Botha)‏ هو سياسي جنوب أفريقي، ولد في 18 سبتمبر 1932 في جنوب أفريقيا، وتوفي في 6 فبراير 2014. حزبياً، نشط في Democratic Party (South Africa) ‏.